# Jerzy Ćwiek
Jerzy Kazimierz Ćwiek (ur. 12 października 1930 w Masznie, zm. 6 kwietnia 2014 w Piasecznie) – polski działacz państwowy, generał brygady Milicji Obywatelskiej, szef Głównego Urzędu Ceł.
Syn Piotra i Franciszki. Od 1950 pracownik MBP, słuchacz Szkoły Oficerskiej Centrum Wyszkolenia MO w Słupsku (1950–1952), po której ukończeniu był milicjantem w Komendzie Głównej MO (od 1952), dyrektorem Biura do Walki z Przestępstwami Gospodarczymi tamże (1972–1974), komendantem stołecznym MO (1976–1983), i jednocześnie zastępcą komendanta głównego MO, szefem Głównego Urzędu Ceł (1985–1990) oraz dyrektorem Biura Paszportów MSW (1990). W związku z pełnionymi w GUC obowiązkami stanął w 1997 przed Trybunałem Stanu, który uznał go winnym w tzw. aferze alkoholowej i skazał na utratę biernego prawa wyborczego przez 5 lat.

## Odznaczenia
- Order Sztandaru Pracy I klasy (1984)[2]
- Złota odznaka Zrzeszenia Prawników Polskich (1979)[3]
- Złoty Medal "Za zasługi w rozwoju przyjaźni i współpracy z CSRS" (Czechosłowacja, 1988)[4]